# 검은코박쥐
검은코박쥐 또는 검은코작은발윗수염박쥐(Myotis melanorhinus)는 애기박쥐과 윗수염박쥐속에 속하는 박쥐이다. 1890년에 기재되었고, 캐나다와 멕시코, 미국의 토착종이다.